# Malinowo (Olsztynek)
Malinowo (deutsch Amalienhof) ist ein kleiner Ort in der polnischen Woiwodschaft Ermland-Masuren und gehört zur Gmina Olsztynek (Stadt- und Landgemeinde Hohenstein i. Ostpr.) im Powiat Olsztyński (Kreis Osterode in Ostpreußen).

## Geographische Lage
Malinowo liegt im südlichen Westen der Woiwodschaft Ermland-Masuren, 36 Kilometer südöstlich der früheren Kreisstadt Osterode in Ostpreußen (polnisch Ostróda) bzw. 33 Kilometer südwestlich der heutigen Kreismetropole und Woiwodschaftshauptstadt Olsztyn (deutsch Allenstein).

## Geschichte
Die Siedlung (polnisch Osada) Amalienhof wurde als großer Hof am 15. Februar 1848 gegründet und bildete ein Vorwerk des Gutsbezirks Wittmansdorf (polnisch Witramowo) im Kreis Osterode in Ostpreußen. Am 5. November 1897 wurde Amalienhof in den Gutsbezirk Seelesen (polnisch Żelazno) umgegliedert und am 30. September 1929 ein Wohnplatz der Gemeinde Bujaken (polnisch Bujaki), als sich der Gutsbezirk Bujaken und der Gutsbezirk Seelesen zur neuen Landgemeinde Bujaken zusammenschlossen.
In Kriegsfolge kam das gesamte südliche Ostpreußen 1945 zu Polen. Amalienhof erhielt die polnische Namensform „Malinowo“ und ist heute – eingegliedert in das Schulzenamt (polnisch Sołectwo) Witramowo (Wittmannsdorf) – eine Ortschaft innerhalb der Stadt- und Landgemeinde Olsztynek (Hohenstein i. Ostpr.) im Powiat Olsztyński (Kreis Allenstein), bis 1998 der Woiwodschaft Olsztyn, seither der Woiwodschaft Ermland-Masuren zugehörig.

## Kirche
Bis 1945 war Amalienhof in die evangelische Kirche Waplitz (polnisch Waplewo) in der Kirchenprovinz Ostpreußen der Kirche der Altpreußischen Union, außerdem in die römisch-katholische Kirche Thurau (polnisch Turowo) im Bistum Ermland eingepfarrt.
Heute gehört Malinowo katholischerseits zur St.-Stanislaus-Kirche Waplewo im Dekanat Olsztynek des Erzbistums Ermland sowie evangelischerseits zur Kirchengemeinde Olsztynek, einer Filialgemeinde der Christus-Erlöser-Kirche Olsztyn in der Diözese Masuren der Evangelisch-Augsburgischen Kirche in Polen.

## Verkehr
Malinowo liegt an einer Nebenstraße, die bei Waplewo von der Schnellstraße 7 abzweigt und über Witramowo bis nach Łyna (Lahna/Allendorf) führt. Die nächste Bahnstation ist Bujaki (Bujaken) an der Bahnstrecke Działdowo–Olsztyn (deutsch Soldau–Allenstein).